# Euchroma gigantea
Euchroma gigantea é um coleóptero comumente chamado de besouro metálico devido à sua coloração característica. No Brasil, também é conhecido como mãe-do-sol, olho-de-sol ou vaca-loira. Pertence à família Buprestidae e é a única espécie do gênero Euchroma.
Considerado uma praga que ataca árvores, o besouro infesta raízes e troncos, dificultando o controle, pois ainda não há inseticidas eficazes para combatê-lo. Originário da Amazônia, espalhou-se para outras regiões, como Belo Horizonte, onde uma infestação iniciada em 2013 atingiu seu auge em 2016, resultando na remoção de mais de trezentas árvores. Durante a fase larval, o inseto danifica o tronco, enquanto, na fase adulta, se alimenta das folhas, enfraquecendo a planta até que haja risco de queda.

## Subespécies
Como tem várias formas diferentes descritas, estas constituem subespécies distintas. Possui as seguintes subespécies catalogadas:
- Euchroma gigantea gigantea (Linnaeus, 1758)
- Euchroma gigantea goliath (Laporte & Gory, 1836)
- Euchroma gigantea harperi Sharp, 1881
- Euchroma gigantea inca Obenberger, 1928
- Euchroma gigantea peruanum Obenberger, 1928

## Características
Euchroma gigantea é um dos maiores besouros da família Buprestidae (de onde o nome latino gigantea para a espécie), atingindo um comprimento de aproximadamente 50 a 80 milímetros. De corpo robusto e alongado, possui élitros de textura enrugada e formato cônico, além de antenas serrilhadas e um protórax com duas manchas escuras.
A coloração bronze-esverdeada dos élitros é a razão do nome científico, que significa literalmente "gigante colorido". No entanto, ao emergir, essa coloração fica temporariamente encoberta por uma camada de pó de cera amarelada, secretada apenas uma vez, que se assemelha ao pólen.
Tem por principal característica alimentar a xilofagia no estado larval, quando as plantas atacadas apresentam por característica externa a presença de serragem e resina; sendo um bom voador, é atraído por árvores que foram recentemente cortadas. Os adultos aparentemente se alimentam de folhas e pólen.

### Reprodução
Possui um ciclo de vida longo, de cerca de trezentos dias; as fêmeas realizam a oviposição no período de dezembro a março, fazendo-o nas rachaduras do tronco na altura do colo da árvore. Entre as espécies vegetais mais afetadas estão as da família Bombacaceae, paineiras, etc.
A reprodução foi registrada entre os meses de dezembro a março (alguns estudos registrando desde agosto), os machos atraindo as fêmeas produzindo um "clique" com os élitros, ocasião em que as fêmeas depositam seus ovos nos troncos lenhosos ou partes apodrecidas de uma árvore, em lotes que possuem até dez ovos, mas com uma média de quatro por planta atacada, em um total de 240 ovos que cada fêmea produz.

### Fase larval

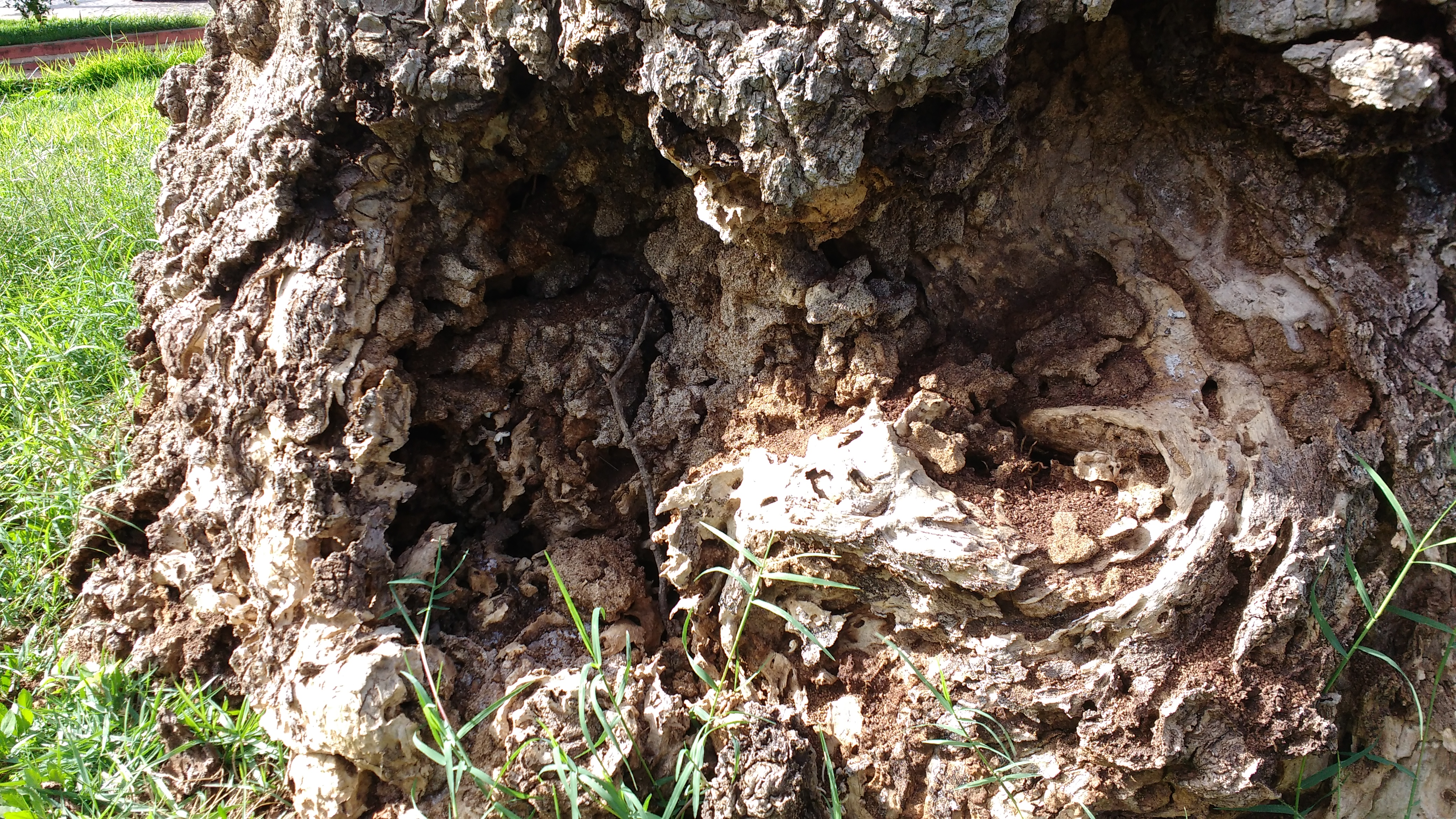
Paineira (barriguda) mostrando os sinais característicos de ataque da fase larval da E. gigantea.

O E. gigantea possui uma diapausa obrigatória, razão pela qual possui um ciclo de vida univoltina, o que dificulta o estudo de sua evolução tanto no laboratório quanto em campo, sendo este limitado na maior parte a registros das árvores hospedeiras e descrição das galerias feitas pelas brocas e da sua morfologia.
Após sair do ovo a broca (larva) passa a se alimentar da região subcortical da árvore e depois segue em direção às raízes, o que provoca a perda de sustentação da mesma e podendo levar à queda; no primeiro ínstar (estágio de desenvolvimento) mede cerca de 1 cm, e no último atingindo de 8 a 15 cm.
A forma da larva é alongada, mas com o tórax achatado, distintamente em forma de disco, com a cabeça amarelada; como broca da madeira, a digestão desta se faz por meio de bactérias presentes em seu intestino.
Podem permanecer no interior da planta por até dois anos quando então entram no estágio de pupa, com duração de cerca de trinta dias, quando então emerge na sua forma adulta.

## Habitat e árvores de predileção
É considerada espécie neotropical, e sua ocorrência vai desde o sul dos Estados Unidos até o sul da América do Sul.
O besouro gigante ocorre em regiões quentes, com elevação até aproximadamente 1200 m de altitude, sendo bastante abundante na amazônia sul-americana.
Tem predileção pela madeira macia das árvores da família Bombacaceae e, além destas, atacam a Ceiba pentandra, a balsa (Ochroma), bem como as Bombacopsis, Pseudobombax, a araucária paranaense (Araucaria angustifolia) e ainda as espécies de figueiras (Ficus).

## Impacto ambiental

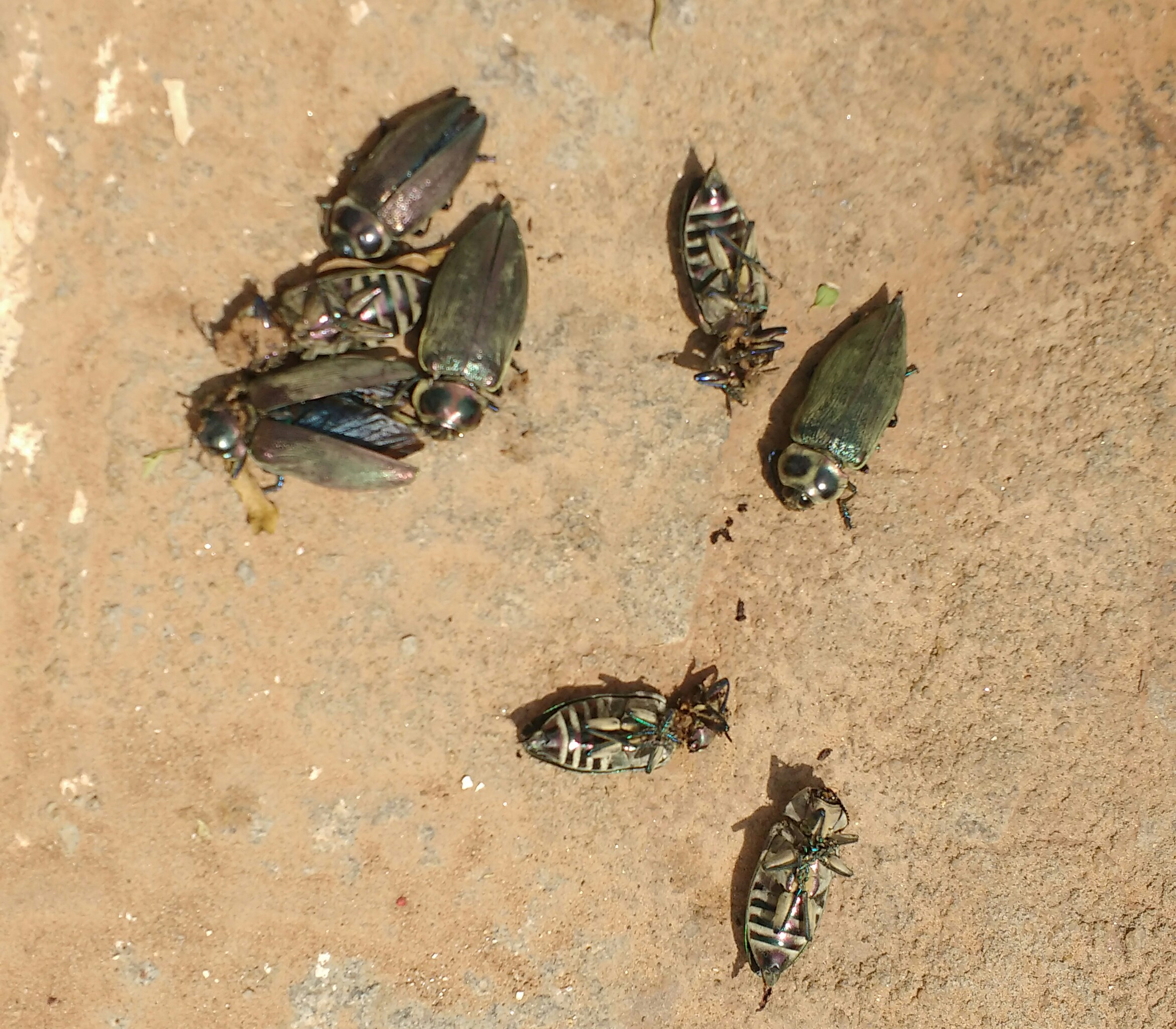
Extermínio do besouro adulto.

No Brasil, sobretudo nas cidades de São Paulo, Goiânia e Brasília, o inseto representa um importante problema de infestação, atacando sobretudo a espécie vegetal conhecida como "falso-cacau" (Pachira aquatica), utilizada para a arborização urbana, e sem a existência de defensivos de uso liberado que lhes permita o controle. Em Brasília o ataque atingiu os jardins e estacionamentos do Palácio do Planalto em 2007, infestando árvores plantadas há vinte anos e levando à recomendação de que tais plantas não fossem mais usadas na arborização da capital brasileira.
Na Costa Rica o inseto foi considerado uma praga que ameaça as árvores de Bombacopsis quinata utilizadas em reflorestamento naquele país, e na Argentina foi considerada uma praga que leva a quarentena, devido ao desequilíbrio ambiental.
Assim, é uma espécie que não encontra ameaça registrada; entretanto o desmatamento da Mata Atlântica brasileira provoca uma perda extensiva de habitat dessa espécie, representando uma ameaça potencial.

## Usos e costumes
No México suas asas externas (élitros) iridescentes são utilizadas como bijuteria, e o próprio inseto é parte da culinária local, onde é consumido no estado de Chiapas pelos Tzeltal (descendentes dos maias).